# Тироп, Сэмми
Сэмюэл Тироп (англ. Samuel Tirop; род. 13 января 1959) — кенийский легкоатлет, специалист по бегу на средние дистанции. Выступал за сборную Кении по лёгкой атлетике во второй половине 1980-х годов, чемпион Игр Содружества, бронзовый призёр Игр доброй воли, чемпион Восточной и Центральной Африки.

## Биография
Сэмми Тироп родился 13 января 1959 года в округе Нанди, Кения.
Первого серьёзного успеха на международном уровне добился в сезоне 1986 года, когда вошёл в состав кенийской сборной и выступил на впервые проводившихся Играх доброй воли в Москве, где программе бега на 800 метров стал бронзовым призёром, уступив только американцам Джонни Грею и Стэнли Редуайну.
В 1989 году в дисциплине 800 метров одержал победу на чемпионате Восточной и Центральной Африки в Танзании.
В 1990 году на Играх Содружества в Окленде уже в возрасте 31 года Тироп с личным рекордом 1:45.98 превзошёл всех соперников на 800-метровой дистанции и завоевал золотую медаль.
Несмотря на достаточно высокие результаты, Тиропу так и не довелось выступить на Олимпийских играх — конкуренция среди бегунов в Кении была настолько высокой, что обычно он оказывался лишь четвёртым или пятым в своей стране. Тренер кенийской сборной Колм О’Коннелл после отбора на Олимпиаду 1992 года в Барселоне отмечал следующее: «У нас есть олимпийский чемпион Эренг, чемпион мира Кончеллах, и чемпион Содружества Сэмми Тироп — и никто из них не отобрался в команду. Вот каков бег в Кении».